# Stanisław Dziwisz
Stanisław Jan Dziwisz (Raba Wyzna, 27 april 1939) is een Pools geestelijke en een kardinaal van de Rooms-Katholieke Kerk.
Dziwisz werd op 23 juni 1963 priester gewijd door bisschop Karol Wojtyła (de latere paus Johannes Paulus II). In 1966 werd Dziwisz tweede secretaris van aartsbisschop Karol Wojtyła, enige tijd later werd hij eerste secretaris. Deze functie bleef hij ook bekleden toen Wojtyła kardinaal werd en later paus.
Op 7 februari 1998 werd Dziwisz benoemd tot adjunct-prefect van de Prefectuur voor de Pauselijke Huishouding en tot titulair bisschop van San Leone; zijn bisschopswijding vond plaats op 19 maart 1998. Op 29 september 2003 werd Dziwisz benoemd tot titulair aartsbisschop van San Leone. Als rechterhand van de paus was hij onder meer getuige van de aanslag op het Sint-Pietersplein; hij zat naast de paus.
Op 31 maart 2005 diende Dziwisz de paus de laatste heilige sacramenten toe. Als diens Pauselijke privésecretarispersoonlijke secretaris was hij ook aanwezig bij het overlijden van paus Johannes Paulus II op 2 april 2005.
Nadat Benedictus XVI tot paus verkozen was, werd de pontificale hofhouding van Johannes Paulus II ontbonden; Stanisław Dziwisz keerde terug naar Polen. Benedictus was zijn verdiensten echter niet vergeten; op 3 juni 2005 werd Dziwisz benoemd tot aartsbisschop van Krakau, hiermee rechtstreeks in de voetstappen van Johannes Paulus II tredend.
Krakau kent een bekende lijn van aartsbisschoppen met o.a. Adam Stefan, Prins Sapieha, Vincentius Kadłubek en Stanislaus van Krakau.
Dziwisz werd tijdens het consistorie van 24 maart 2006 kardinaal gecreëerd. Hij kreeg de rang van kardinaal-priester. Zijn titelkerk werd de Santa Maria del Popolo. Hij nam deel aan het conclaaf van 2013.
Dziwisz ging op 8 december 2016 met emeritaat. Op 27 april 2019 verloor Dziwisz - in verband met het bereiken van de 80-jarige leeftijd - het recht om deel te nemen aan een toekomstig conclaaf.
- Biblioteca Nacional de España: XX1772300
- Bibliothèque nationale de France: cb13757683p (data)
- CiNii: DA17523739
- Gemeinsame Normdatei: 128489278
- International Standard Name Identifier: 0000 0001 1572 2901
- Library of Congress Control Number: n83069714
- Nationale Bibliotheek van Tsjechië: js20060414003
- Nationale bibliotheek van Australië: 55104084
- Nationale Bibliotheek van Israël: 987007297161605171
- Nationale Bibliotheek van Polen: a0000001240202
- Nationale en Universitaire bibliotheek Zagreb: 000290851
- Nederlandse Thesaurus van Auteursnamen: 370633083
- Istituto Centrale per il Catalogo Unico: CFIV026732
- Système universitaire de documentation: 118163639
- Trove: 1600287
- Virtual International Authority File: 61728029
- WorldCat: E39PBJy4cfRBGJJrKpFGvqyKh3